# 2013年亞伯達洪水
2013年亞伯達洪水是指在2013年6月至7月時加拿大亞伯達在經歷大雨之後引發的洪水災情，這也是當地有史以來省政府所面對過最為嚴重的災情，其中包括弓河、肘河、高木河、紅鹿河和南薩斯喀徹溫河的主要河道與支流附近地區影響甚重。一共有27個地區宣布進入緊急狀態，同時隨著水位上漲使得許多社區發布撤離命令後，有28個緊急應變中心則陸陸續續展開收容作業。在這次洪水之中皇家加拿大騎警已經證實有5人因此而喪命，另外在受災地區有將近100,000人被迫撤離家園，加拿大政府也派遣約2,200名加拿大軍隊士兵投入救災行列。根據初步的統計表示洪水可能將造成30億至50億多的加拿大元損失，同時洪水消退後意味著清理受災區域將會是一項浩大工程。

## 外部連結
- （英文） Deluge causes devastation（页面存档备份，存于）
- （英文） Alberta floods: How you can help（页面存档备份，存于）